# Ampulex nigricans
Ampulex nigricans är en  stekelart som beskrevs av Cameron 1899. Ampulex nigricans ingår i släktet Ampulex och familjen Ampulicidae. Inga underarter finns listade i Catalogue of Life.